# Mennonitenkirche Königsberg

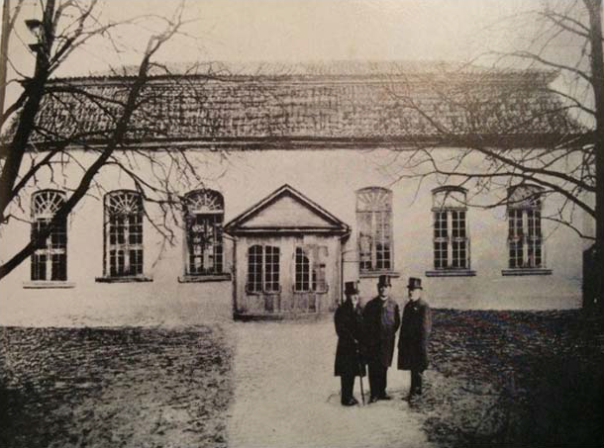
Die Mennonitenkirche um 1899

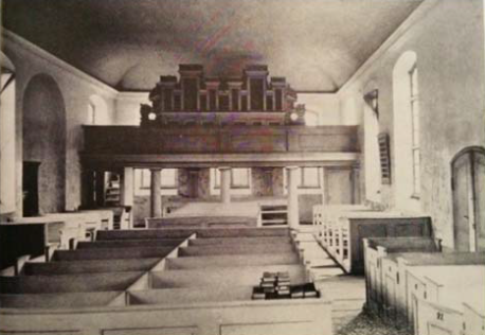
Das Kircheninnere mit Gestühl und Orgelprospekt

Die Mennonitenkirche Königsberg (auch: Bethaus der Mennoniten) war ein Kirchengebäude im ostpreußischen Königsberg.

## Geschichte
Die ersten Täufer kamen in der ersten Hälfte des 16. Jahrhunderts nach Königsberg. Sie waren als Wasserbauer zur Trockenlegung der sumpfigen Gebiete südlich der Stadt aus den Niederlanden geholt worden und wohnten vor allem in der von Herzog Albrecht 1542 neu angelegten Vorstadt Roßgarten. Doch nur wenige Jahre später wurden alle, die sich nicht zur evangelisch-lutherischen Kirche bekannten, ausgewiesen. 1579 richteten einige Mennoniten ein Gesuch an Georg Friedrich von  Brandenburg-Ansbach-Kulmbach, sich in seinem Herrschaftsgebiet niederlassen zu dürfen. Obwohl ihnen die Erlaubnis versagt wurde, blieben sie. Viele waren niederländische bzw. flämische Glaubensflüchtlinge, die nach Preußen übergesiedelt waren.
Nachdem die Pestepidemie 1708 in Ostpreußen weite Landstriche entvölkert hatte, versprach der preußische König Friedrich I. im Zuge des Rétablissements umsiedlungswilligen mennonitischen Familien aus Westpreußen Freiheit vom Kriegsdienst, wenn sie verlassene Höfe übernahmen. Eine Gemeinde durfte in Königsberg erst 1722 gegründet werden, nachdem einige mennonitische Familien die Whiskydestillation in der Stadt eingeführt hatten. Friedrich Wilhelm I. ließ sich die religiöse Toleranz jedoch bezahlen. So musste die Gemeinde eine jährliche Gebühr von 200 Talern aufbringen. Mehrmals war die Gemeinde in ihren ersten Jahren wegen ihrer Kriegsdienstverweigerung von Ausweisung bedroht. Das Bürgerrecht erhielten die Mennoniten erst von Friedrich II. Wie andere täuferisch-mennonitische Stadtgemeinden im norddeutschen Raum war auch die Königsberger Gemeinde im 18. Jahrhundert noch stark niederländisch geprägt. 1767 wurde das erste mennonitische Gesangbuch in deutscher Sprache in Königsberg herausgegeben.

Noch um 1910 ist das Kirchengebäude als Mennoniten-Bethaus an der Tränkgasse im Stadtplan eingezeichnet (C3).

Im Jahr 1752 erwarb die Gemeinde in der Tränkgasse 3 in Laak in der Königsberger Altstadt erstmals einen Gebäudekomplex, in dem Versammlungen abgehalten wurden. 1768 wurde an gleicher Stelle der Grundstein für eine Kirche gelegt, die zwei Jahre später eingeweiht werden konnte. Wie andere mennonitische Kirchen hatte die neue Kirche als schlichte protestantische Predigtkirche keinen Kirchturm. Charakteristisch waren das gebrochene Walmdach und die sprossigen Bogenfenster. Das Kircheninnere war in einem schlichten Weiß gehalten. Den vorderen Bereich dominierten eine zentrale Kanzel und der Abendmahlstisch. Dem gegenüber stand die Orgel, die auf einer von Holzsäulen gestützten Empore platziert war. Der Eingang war mittig als Vorbau mit Giebel gestaltet. Das Kirchengestühl war ebenfalls weiß gehalten. Das Kirchenschiff hatte eine leicht gewölbte Putzdecke, die durch einen Sims abgesetzt war.
Als Blütezeit der Gemeinde kann das frühe 19. Jahrhundert angesehen werden. 1825 hatte die Gemeinde 248 Mitglieder. In jener Zeit entstanden auch zwei größere Stiftungen, darunter das bekannte Zimmermannsche Frauenstift, die bis zuletzt von der Gemeinde verwaltet wurden. Kontakte bestanden insbesondere zu den mennonitischen Nachbargemeinden in Danzig, Elbing und an der Memel in der Umgebung Tilsits, mit denen sich die Gemeinde zum Teil die Predigerstelle teilte. Die Gemeinde war zudem Teil der norddeutschen Vereinigung der dt. Mennonitengemeinden, die heute Teil der gesamtdeutschen Arbeitsgemeinschaft Mennonitischer Gemeinden ist.
Nachdem zum Ende des 19. Jahrhunderts die Anzahl der Mennoniten in Königsberg zurückgegangen war, wurde das Gebäude schließlich 1899 für 125.000 Mark verkauft. Der Erlös wurde der Vereinigung der deutschen Mennonitengemeinden übergeben, die jährliche Rente stand jedoch weiter der Gemeindearbeit in Königsberg zur Verfügung. Nach einer anderen Quelle wurde der Erlös der Mennonitengemeinde Hamburg/Altona übergeben mit der Maßgabe, die Summe für ein neues Gebäude zurückzuerstatten, sobald sich in Königsberg wieder eine größere Gemeinde ansiedeln sollte. Der Mitgliederschwund hielt indes an: 1934 waren es nur noch 65 einschließlich der Kinder. Das Gebäude selber wurde von einem Maschinenbauunternehmen übernommen, das es zunächst als Magazin nutzte. Im Jahr 1934 stand das Gebäude noch, soll jedoch später abgerissen worden sein. Heute gibt es von der Kirche wie auch von dem gesamten Umfeld keine Überreste mehr. Die Gemeinde selbst wurde infolge von Krieg, Vertreibung und russischer Besatzung aufgelöst. Den letzten Gottesdienst hielt Gemeindevorsteher Joseph Gingerich an Weihnachten 1945.